# JBIG
| Sigles de 2 caractères   |
| Sigles de 3 caractères   |
| ► Sigles de 4 caractères |
| Sigles de 5 caractères   |
| Sigles de 6 caractères   |
| Sigles de 7 caractères   |
| Sigles de 8 caractères   |

JBIG est une norme de compression sans perte destinée aux images ne comptant que deux tons de couleur (bi-level images, par exemple les images de fax). JBIG publiée par l'ISO et développée initialement par le Joint Bi-level Image experts Group est regroupé aujourd'hui avec JPEG.